# Stefanos Kotsolis
Stefanos Kotsolis (griechisch Στέφανος Κοτσόλης; * 6. Mai 1979 in Athen, Griechenland) ist ein griechischer Fußballspieler.

## Karriere
Stefanos Kotsolis, der auf der Position des Torwarts spielt, begann seine Karriere bei den Jugendakademien von Panathinaikos Athen. Unter Takis Ikonomopoulos trainierte er dort bis Januar 1998, als er seinen ersten Profivertrag erhielt und in die Herrenmannschaft aufstieg. Bei Panathinaikos kam Kotsolis in den folgenden Jahren nur sporadisch zum Einsatz. Im April 2004 half ihm ein Formtief von Antonios Nikopolidis und eine Verletzung von Konstantinos Chalkias in die Stammformation von Panathinaikos. Am Ende dieser Saison konnte Kotsolis mit seiner Mannschaft die Griechische Meisterschaft sowie den Pokal gewinnen. Im Sommer 2005 wechselte Kotsolis nach 8 Erstligaeinsätzen zu AE Larisa.

## Nationalmannschaft
Stefanos Kotsolis durchlief alle Nachwuchsmannschaften der Griechischen Fußballnationalmannschaft und gehört zum aktuellen Kader der Herrennationalmannschaft.

## Trivia
Kotsolis ist in die Geschichte von Panathinaikos als der Spieler eingegangen, der als letzter das Trikot mit der Rückennummer 13 trug. Seit 2003 wird dieses zu Ehren der GATE 13, der größten Fangruppe des Vereins, nicht mehr vergeben.

## Erfolge
- Griechischer Meister: 2004
- Zyprischer Meister: 2010
- Griechischer Pokalsieger: 2004, 2007, 2014
- Zyprischer Supercup: 2010

| Personendaten    | Personendaten                |
| ---------------- | ---------------------------- |
| NAME             | Kotsolis, Stefanos           |
| KURZBESCHREIBUNG | griechischer Fußballtorhüter |
| GEBURTSDATUM     | 6. Mai 1979                  |
| GEBURTSORT       | Griechenland                 |